# Cinque Grani

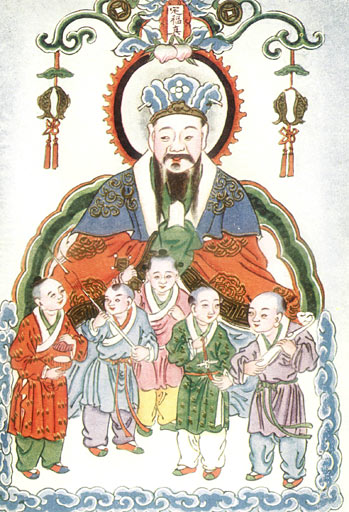
Zao Jun, il dio della cucina a cui in alcune tradizioni vengono fatte le offerte dei Wǔ Gǔ.

I Cinque Grani/Chicchi/Cereali (zh. 五穀T, 五谷S, Wǔ GǔP) sono un gruppo di colture di particolare rilevanza nella storia della Cina, sia per la loro funzione storica di alimento base sia per complessi motivi mitologico-culturali. Le messi stesse dei Wǔ Gǔ potevano essere considerate sacre e/o un dono del Cielo, riconducibile ad un'origine mitologica o soprannaturale. In senso più ampio, i Wǔ Gǔ erano, nella cultura cinese, una sineddoche riferita a tutti i "prodotti agricoli", a prescindere dal fatto che questi avessero o no una forma granulare.
La lista dei Wǔ Gǔ è variata nel tempo e diversi autori hanno identificano diversi cereali, categorie di cereali e alimenti vegetali non appartenenti ai cereali (es. la soia, presente fin da principio nella lista) come facenti parte del novero dei Wǔ Gǔ.

## Dati mitologico-culturali

### L'agricoltura nel folclore e nella mitologia cinese

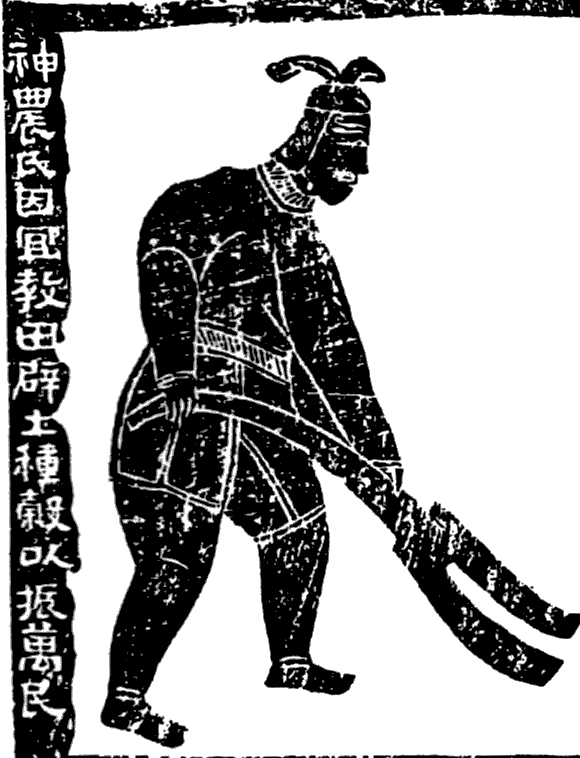
Il dio agricoltore Shennong - murale della dinastia Han, ill. in

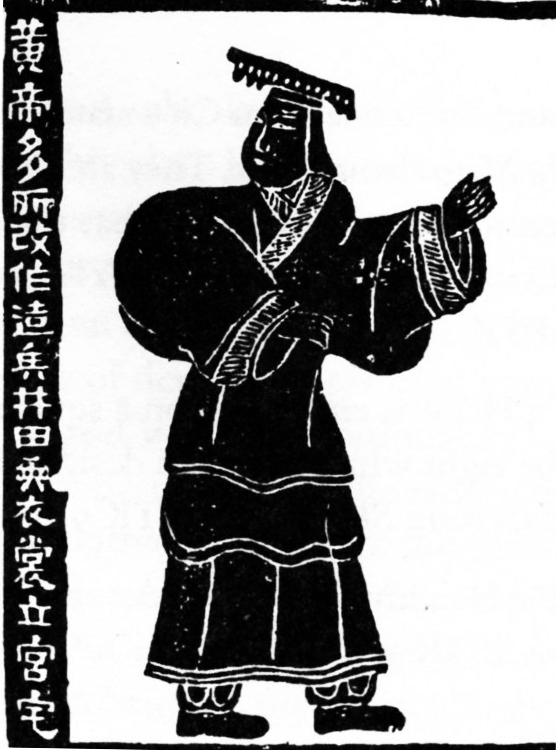
Il dio Huangdi - murale della dinastia Han, ill. in idem.

Al tempo delle testimonianze scritte, lo sviluppo dell’agricoltura in Cina era ormai fortemente mitizzato e c'erano varie correnti interpretative riguardo a quale degli dèi/ancestrali progenitori introdusse i 五穀T, 五谷S, Wǔ GǔP, lett. "Cinque Grani" nel Celeste Impero. Folclore e mitologia cinesi associano pertanto oggi diverse entità all'agricoltura e ai grani/cereali:
- Suiren (zh. 燧人T, 燧人S, Suì RénP, lett. "Uomo selce" o "Uomo del fuoco", composto con 燧T, 燧S, suìP, lett. "Selce; trapano ad arco; specchio ustorio"), sorta di Prometeo cinese, uno dei Tre Augusti nell'antica Cina primitiva, un saggio con tre occhi che scoprì come accendere il fuoco e inventò la cucina.
- Shennong (zh. 神農T, 神农S, Shén NóngP, lett. "Contadino Divino; Dio dell'Agricoltura"), chiamato anche 赤帝S, ChìdìP, lett. "Dio/Tearca/Imperatore Rosso" (da cui l'associazione astrologica con il pianeta Marte), 炎帝S, YándìP, lett. "Dio della Fiamma" o 五穀先帝T, 五谷先帝S, WǔgǔxiāndìP, lett. "Dio dei Cinque Cereali", un mitico dio-antenato vissuto secondo la leggenda intorno a 5.000 anni fa, forse dal 2738 a.C. al 2698 a.C. stando alla ricostruzione cronologia dello storico Sima Qian;[4] fu lui, secondo la tradizione, a introdurre in Cina le tecniche dell'agricoltura e la fitoterapia ed è specificamente accreditato quale tedoforo della coltura e del consumo dei Cinque Cereali. Lo Huainanzi descrive Shennong che trasforma la società umana da cacciatori-raccoglitori ad agricoltori:

(Huainanzi, cap. XIX)
Nel distretto forestale di Shennongjia (lett. "Scala di Shennong"), nel Hubei, secondo il poema epico orale 黑暗傳T, 黑暗传S, Hēi Àn ZhuànP, lett. "Epica delle tenebre" datato alla dinastia Tang (618–907), Shennong trovò i semi dei Cinque Grani:
(Hei'anzhuan)
- Huangdi (zh. 黃帝T, 黄帝S, HuángdìP, lett. "Dio Giallo; Imperatore Giallo; o Tearca Giallo"), il cui nome nella sua incarnazione mortale sarebbe stato Gongsun Xuanyuan (zh. 公孫軒轅T, 公孙轩辕S, Gōngsūn XuānyuánP, di cui Xuanyuan significa "Asse del Carro" o "Carro Assiale", in riferimento al Grande Carro del polo nord celeste, collocato al 2699-2588 a.C. da Sima Qian)[4] è un dio-antenato accreditato quale fondatore della civiltà cinese e quindi primo maestro di coltivazione dei suoi sudditi.
- Houji (zh. 后稷S, HòujìP, lett. "Signore miglio"), dio dell'agricoltura e antenato della proto-storica dinastia Zhou (XII-III secolo a.C.). Le "Odi della dinastia Zhou" nello Shijing (zh. 詩經T, 诗经S, ShījīngP, Shih1-ching1W, lett. "Libro delle Odi"), la più antica raccolta di testi poetici cinesi di cui si sia a conoscenza nonché uno dei Cinque Classici del canone confuciano, elogia appunto Houji per aver inventato sia l'agricoltura sia i correlati sacrifici.[7][8] "Signore miglio" è un titolo conferito a questa figura da Shang Tang, fondatore della proto-storica dinastia Shang (XVII-XI secolo a.C.), poi soppiantata dagli Zhou, e potrebbe essere stata una delle prime cariche ufficiali in un governo cinese.[8] Successivamente fu venerato come uno degli dei protettori dei raccolti abbondanti, come Lai Cho,[9] tanto che il 山海經T, 山海经S, Shānhǎi JīngP, lett. "Libro dei monti e dei mari" descrive la sua tomba come un luogo ove «crescevano fagioli [di soia], riso, miglio appiccicoso [glutinoso] e miglio non appiccicoso dal buon sapore. C'erano centinaia di cereali che si auto-seminavano qui e crescevano naturalmente sia in inverno sia in estate.»[10]
- Houtu (zh. 后土S, HòutǔP, lett. "Regina della terra"), dèa del suolo e presumibile progenitrice del gigante Kua Fu, adorato presso gli altari Shejitan (zh. 社稷坛S, ShèjìtánP, lett. "Altare della Terra e del Grano").[11]

### La cerealicoltura nella storia della Cina Antica
Il senso di sacralità che circonda i Cinque Grani deriva dalla loro tradizionale attribuzione ai Santi Sovrani a cui viene attribuita la creazione della civiltà cinese. Erano visti non semplicemente come cinque colture scelte tra molte opzioni ma come l'elemento originante della società agricola e quindi della civiltà stessa. «Sperperare i Wǔ Gǔ» era visto come un peccato degno di tormento nel Diyu, l'inferno cinese.
Il simbolo tradizionale cinese della civiltà e dello stato era appunto 穀T, 谷S, GuP, lett. "Cereale; grano; (穀子) miglio", qui inteso come sineddoche per "prodotti agricoli", da cui l'importanza dei Wǔ Gǔ.
Il Libro dei riti (禮記T, 礼记S, LǐjìP), un altro dei Cinque Classici confuciani datato alla dinastia Zhou, nel capitolo WangzhiP, lett. "Regolamenti reali", utilizza la cottura del cibo e il consumo dei grani come termine di paragone per marcare la divergenza culturale tra il "Regno di Mezzo", cioè la Cina, e i c.d. "Quattro [Regni] Barbari": Yi a oriente, Man a meridione, Rong a occidente e Di a settentrione:
(Libro dei riti, "Regolamenti reali")
Il sinologo Kwang-chih Chang (1931–2001) interpretò questo passaggio del Libro dei riti come: «Si poteva mangiare grano ma anche carne cruda o si poteva mangiare la carne cotta ma non mangiare grano. Nessuno delle due pratiche era completamente cinese. Un cinese, per definizione, mangiava grano e cucinava la carne», ciò anche in ragione del legame semantico, prim'ancora che culturale, tra la cerealicoltura e l'uso del fuoco per cucinare nuovamente rappresentato da Shennong-Yandi, ad un tempo dio dell'agricoltura e dio della fiamma.
Al tempo delle prime dinastie della Cina Imperiale, la dinastia Qin (221–206 a.C.) e la dinastia Han (206 a.C.–220 d.C.), le tecniche agricole cinesi furono rivoluzionate. Applicando le conoscenze idrauliche efficacemente impiegate dai Qin prima nella realizzazione del Canale di Zhengguo (circa 268 a.C.) e poi nel mirabile Sistema di irrigazione del Dujiangyan che, intorno al 250 a.C. aveva fatto del Sichuan, prima una provincia flagellata periodicamente dalle esondazioni del Min (principale tributario del Fiume Azzurro), la regione più produttiva della Cina, i terreni coltivabili del neonato impero furono convertiti in risaie capaci di garantire due o più raccolti all'anno, aumentando significativamente la produzione cerealicola per un paese perennemente "affamato" dalla necessità di foraggiare diversi milioni di abitanti e, in conseguenza, favorendo la deforestazione. In un simile contesto, i Wǔ Gǔ divennero imprescindibili alimenti di base nella cucina cinese.
L'accresciuta importanza dell'agricoltura nella Cina "pacificata" dagli Imperatori è ben dimostrata dal fatto che il 農T, NongP, lett. "Contadino; Agricoltore" figura quale seconda, per importanza, tra le Quattro occupazioni (zh. 士農工商T, 士农工商S, Shì nóng gōng shāngP) nel tradizionale sistema feudale cinese, il Fengjian. Ciò non fece però della Cina rurale un paradiso in terra poiché, come osservato dal sinologo Kristofer Schipper (1934–2021):
(Schipper 1993, p. 168.)
I sopracitati altari Shejitan (zh. 社稷坛S, ShèjìtánP, lett. "Altare della Terra e del Grano") erano il centro rituale dello stato cinese. In origine, 社T, LeiP era il "Dio della terra" e 稷T, JiP il "Dio del raccolto" (v.si Houji sopra), e il composto sheji "dèi del suolo e del grano" assunse significato metaforico di "Stato; Nazione". Così il sopracitato Shijing riporta che per stabilire una nuova dinastia era atto fondante eliminare gli sheji della dinastia precedente ed erigerne di nuovi, onde appropriarsi del suolo-nazione e dei suoi prodotti. Parimenti, una eclatante protesta politica nei confronti di una nuova dinastia "usurpatrice" poteva essere la pubblica astensione dai Cinque Grani: es. come protesta contro il rovesciamento della dinastia Shang da parte degli Zhou, Boyi e Shuqi si rifiutarono ostinatamente di mangiare i Wǔ Gǔ. Il rifiuto dei cereali per ragioni politiche subì uno sviluppo complesso nel concetto di bigu (zh. 辟穀T, 辟谷S, Bì GǔP, Pi-KuW, lett. "Astenersi dai cereali") la pratica esoterica taoista di raggiungere lo stato di xian (zh. 仙人T, XiānP, 'HsienW, lett. "Immortalità/Trascendenza") evitando determinati cibi.
Le offerte di grano, liquore a base di cereali (es. Baijiu) e carne erano infine necessarie non solo per i sacrifici sheji ma anche per i sacrifici richiesti dal culto degli antenati (zh. 拜祖 bàizǔ, o 敬祖 jìngzǔ), la cui alimentazione era un obbligo morale fortissimo nella società cinese.
Campany così riassume l'importanza culturale del «sacrificio dei grani» per nutrire sia gli spiriti naturali sia quelli ancestrali:
(Campany 2005, p. 24.)
Il carattere cinese per 精T, jingP, lett. "Spirito; essenza della vita; energia" si scrive, non a caso, con il radicale di uno dei Grani/Cereali più noti, il riso, 米T.

## Dati storico-archeologici
Le evidenze archeologiche collocano i primordi della cerealicoltura cinese intorno al IX-VIII millennio a.C. Nella Cina neolitica, si distinguono due diverse aree di culture e colture: la Cina del Nord, lungo il corso del Fiume Giallo, culla della coltura del miglio (zh. 黍), sia nella sua variante non glutinosa, il panico (zh. 稷), sia in quella glutinosa, e la Cina del Sud, lungo il corso del Fiume Azzurro, culla della coltura del riso (zh. 米T).
La Cina settentrionale fu, insieme alla Mesopotamia ed alla Mesoamerica, uno dei siti in cui l'agricoltura ebbe spontaneamente ed indipendentemente origine. Nella Cina del Nord, le popolazioni sinotibetane domesticarono il miglio (a partire dal miglio verde) tra l'8000 ed il 6000 a.C. Nel dettaglio, la Cultura di Nanzhuangtou (ca. 8500–7700 a.C.) sul medio corso del Fiume Giallo, nella provincia del Hebei, disponeva di strumenti di macinazione e pertanto, presumibilmente, consumava granaglie, specificatamente il miglio. La successiva Cultura di Xinglongwa (ca. 6200–5400 a.C.), nella Mongolia Interna orientale, consumava miglio ma non è certo che lo coltivasse: le uniche tracce di agricoltura si trovano infatti nel sito di Xinglonggou. La Cultura di Dadiwan (ca. 5800–5400 a.C.) lungo il corso superiore del Fiume Giallo consumava invece certamente miglio da agricoltura. Dalla Cultura di Yangshao (ca. 5000–3000 a.C.) in poi, i popoli del Fiume Giallo coltivavano ormai ampiamente il miglio (insieme ad orzo e grano, introdotti dall'Asia occidentale, riso ed alcune verdure), allevavano maiali e tessevano canapa (zh. 麻T, MáP) e seta, praticando quindi una qualche forma di sericoltura che potrebbe però esser stata limitata al taglio migratorio e ai metodi di agricoltura bruciata. Con la Cultura di Longshan (ca. 3000–2000 a.C.), sul medio e basso corso del Fiume Giallo, l'agricoltura e la sericoltura sono ormai avanzate e si verifica la costruzione delle prime città, mentre si marca il passaggio dal Neolito all'Età del bronzo. In questa coltura, taluni studiosi collocano oggi il momento d'origine della tradizione dei Wǔ Gǔ.
Nella Cina del Sud, la domesticazione del riso (a partire dal riso selvatico originario della valle del Fiume delle Perle) venne realizzata con un processo più lungo (11500–6200 a.C.) che arrivò comunque a maturazione entro la fine del VII millennio a.C. dalle popolazioni austronesiane e Hmong-Mien che svilupparono contestualmente il sistema di coltura della risaia. Nello specifico, la Cultura di Pengtoushan (ca. 7500–6100 a.C.), lungo il corso del Fiume Azzurro, ha lasciato attrezzi per la coltivazione del riso in alcune località, anche se non nel sito tipo. La successiva Cultura di Hemudu (ca. 5000–4500 a.C.), nella baia di Hangzhou a sud dello Yangtze, coltivava invece sicuramente il riso. La particolare orografia del paesaggio cinese meridionale (soprattutto estremo meridionale) rendevano però, a quel tempo, complesso il massiccio ricorso ad agricoltura su vasta scala, anche nel caso delle risaie, tanto che la successiva Cultura di Liangzhu (ca. 3400–2250 a.C.), l'ultima della cosiddetta "Cultura neolitica della giada" del Fiume Azzurro, ancora affiancava alla risicoltura l'acquacoltura e fu con buona probabilità spazzata via da un disastro naturale di natura idrico-idraulica: inondazione o monsone.

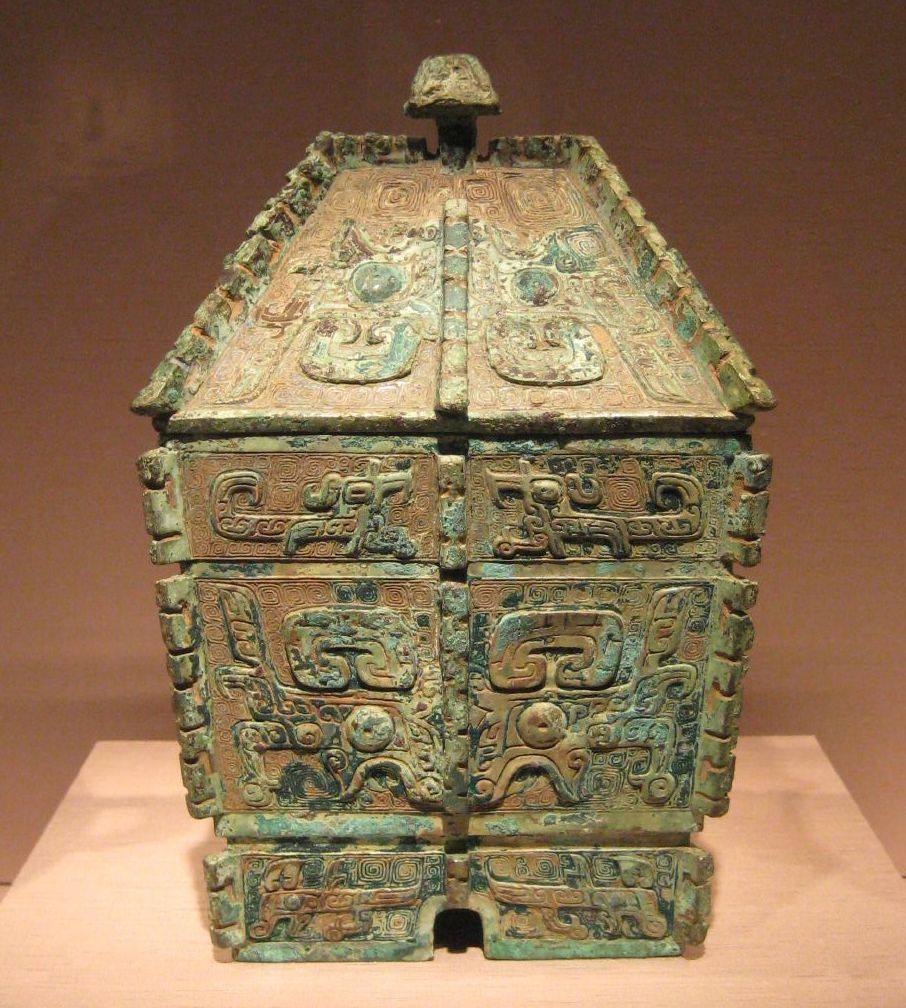
Vaso fangyi in bronzo della dinastia Shang (XII secolo a.C.) per le libagioni ancestrali.

Nella Cina del Nord, con la Cultura di Erlitou (ca. 2000–1500 a.C.), nello Yanshi, dedita alla coltivazione del miglio, all'allevamento dei suini ed alla manifattura su larga scala del bronzo, si assiste alla nascita della prima semi-mitica dinastia nella storia della Cina, gli Xia (ca. 2195 a.C. - 1675 a.C.), menzionata nello Shiji e negli Annali di bambù, cui subentrarono, nell'ordine, prima gli Shang e poi gli Zhou creando l'amalgama etno-culturale dalla quale traggono origine gli Han, i "cinesi" propriamente detti, discendenti di Huangdi. Al volgere del periodo Erlitou, sviluppò in un sito limitrofo, forse correlato, la Cultura di Erligang (ca. 1600–1450 a.C.), primo centro di produzione dei vasi fangyi ampiamente utilizzati dagli Shang per le libagioni ancestrali di cibo (cioè dei Wǔ Gǔ) e/o vino. Gli Zhou, l'ultima delle dinastie proto-storiche cinesi, pur principiate come una confederazione di tribù nomadi, subentrò agli Xia-Shang con uno stato multietnico ormai basato sull'agricoltura.
Nella Cina del Sud, la transizione tra Neolitico e Bronzo fu invece caratterizzata dal comparire di nuovi gruppi etnici tra cui, nel I millennio a.C., s'affermò l'unione tribale degli Yue, noti per la pratica intensiva dell'acquacoltura invece che dell'agricoltura. A partire dal IX secolo a.C., due gruppi settentrionali di Yue, i Gouwu del Jiangsu e gli Yuyue dello Zhejiang entrarono nella sfera d'influenza Han, pare per la fuga ivi di un transfuga della dinastia Zhou, il principe Taibo. Entro il Periodo delle primavere e degli autunni (722–481 a.C.), questi popoli erano ormai entrati nella sfera culturale cinese, fondando lo stato di Wu e lo stato di Yue. Con la fondazione delle dinastie imperiali, dai Qin e soprattutto con gli Han (v.si Campagne meridionali della dinastia Han), queste aree ed etnie furono conquistate e culturalmente assimilate alla Cina, anzitutto con l'istituzione di colonie agricole imposte dal governo imperiale centrale che proprio con la riorganizzazione dell'agricoltura s'era garantito le risorse necessarie all'assoggettamento dell'intera Cina.

## Elenco dei Cinque Grani
Come anticipato, la tradizione culturale cinese, sia scritta sia orale, ha, nei secoli, fornito elenchi disomogenei di quali colture o categorie di colture (cerealicole e non) siano da intendersi come Wǔ Gǔ.
La definizione/concezione di Wǔ Gǔ è fatta tradizionalmente risalire allo 神農本草經T, 神农本草经S, Shénnóng Běncǎo JīngP, Shen-nung Pen-ts'ao ChingW, lett. "Materia medica di Shennong", ritenuto essere la registrazione di epoca Han di un'antica tradizione orale idealmente trasmessa dallo stesso dio-antenato Shennong. Il già citato Libro dei riti, riconducibile all'epoca Zhou, elenca come Wǔ Gǔ: miglio, pànico, orzo/grano (zh. 麥T), soia (zh. 菽T) e riso. In una versione, il riso è sostituito dai grani di canapa, alimento "povero" che figurò tra i Wǔ Gǔ fino al X secolo.
Il classico della medicina tradizionale cinese 黃帝內經T, 黄帝内经S, Huángdì NèijīngP, lett. "Libro esoterico dell'Imperatore Giallo", la cui compilazione viene fatta risalire al Periodo degli Stati Combattenti (453–221 a.C.) ma la cui raccolta redazionale deve datarsi al periodo Han, riporta il medesimo elenco di Wǔ Gǔ dello Shénnóng Běncǎo Jīng (miglio, panico, orzo/grano, soia e riso) ed introduce la massima «I cinque grani servono da nutrimento, i cinque frutti aumentano il nutrimento, i cinque animali domestici aggiungono benefici nutritivi, le cinque verdure completano il nutrimento» perdurante ancor oggi in Cina.
Il celebre compendio agricolo 齊民要術T, 齐民要术S, Qímín YàoshùP, lett. "Tecniche essenziali per il benessere del popolo" di Jia Sixie, datato all'anno 544 e prodotto con il beneplacito della dinastia Wei settentrionale (386–534), dedica molto spazio alla coltivazione del miglio, evidentemente valutato come il più importante dei Wǔ Gǔ nonché riprova, tutt'oggi ancora persistente, dell'attaccamento della Cina del Nord per questa coltura.
In epoca Tang, il sopracitato Hēi Àn Zhuàn elenca invece come Wǔ Gǔ: miglio, riso, azuki, soia, orzo/grano e sesamo. Il coevo 量處輕重儀T, Liangchu Qingzhong YiP, lett. "Rituale di misurazione e manipolazione delle proprietà leggere e pesanti" del maestro buddista Dàoxuān (596–667) elenca invece cinque categorie di "grani" come Wǔ Gǔ: grano "domestico" (房穀T), grano "sciolto" (散穀T), grano "corno" (角穀T), grano "barbuto" (芒穀T) e il grano "carro" (輿穀T). Altro testo Tang sempre di matrice buddhista, la 一切經音義T, Yiqiejing Yinyi/HuilinP, lett. "Pronuncia e significato di tutte le Scritture" di Huilin, datato all'anno 649, citando lo 字統T, ZitongP, lett. "Assemblaggio di caratteri" di Yang Chengtian, riporta simili categorie di Wǔ Gǔ: suigu, sangu, jiaogu, qigu e shugu.
La celebre enciclopedia scientifica d'Epoca Ming (1368–1644) 天工開物T, Tiangong KaiwuP, lett. "Lo sfruttamento delle opere della natura" di Song Yingxing, pubblicata nel 1637, elenca come Wǔ Gǔ sesamo, legumi, grano, panico e miglio, specificando che detto elenco non comprende il riso poiché tale coltura, originaria della Cina meridionale, era sconosciuta ai cinesi settentrionali che svilupparono il concetto dei "Cinque Grani" insieme al culto di Shennong.
Un moderno dizionario di lingua cinese ha invece elencato come Wǔ Gǔ: sesamo, orzo, avena e piselli.
Nel novero dei Wǔ Gǔ non sono mai figurati taluni alimenti di base vegetali dei quali la Cina figura oggi tra i principali produttori al mondo: es. il sorgo, presente in Cina con una sua propria varietà specifica (Sorghum propinquum) ma giunto nell'Impero Celeste passando per l'India solo nel XIII secolo; il mais, giunto in Cina in epoca pre-colombiana ma comunque non prima del XIV secolo; ecc.

## Rituali moderni e usi culinari
Come anticipato, lo sperpero dei Wǔ Gǔ (del cibo in generale) era un peccato da scontarsi nella sesta delle "Dieci corti" di 閻羅王T, Yánluó WángP, Yen-lo-wangW, lett. "Re Yanluo", il dio cinese d'origine buddista, associato al bodhisattva Dizangwang, guardiano e giudice dell'inferno cinese, il Diyu. Nello specifico, la persecuzione degli sperperatori di cibo era in carico al 阎王T, Yan WangP, lett. "Re infernale" 卞城T, BianchengP.
Un assortimento di Wǔ Gǔ continua ad essere utilizzato in contesti rituali nella Cina contemporanea, come nell'usanza Min Meridionale di creare un fornello taoista per cucinare il Chui Zhao Fan, un pasto in onore del Dio della Cucina, Zao Jun, nel quale i Wǔ Gǔ vengono posti in una fessura nel camino del stufa. Gli adoratori occasionali possono semplicemente usare cinque fagioli qualsiasi (es. di colori diversi) invece di un particolare insieme di grani.
Come anticipato, i Wǔ Gǔ furono da subito classificati quali alimenti di base (zh. 飯T, 饭S, FànP) nella cucina cinese e tali rimangono tutt'oggi. Ciò detto, la cucina cinese non è nota per alcuna ricetta che utilizzi contemporaneamente i Cinque Grani, quindi non esiste un equivalente della 五香粉S, Wǔ xiāng fěnP, lett. "Polvere cinque spezie" o del 八寶飯S, BabaofanP, lett. "Riso degli otto tesori". Molte, forse la maggior parte, delle ricette della cucina cinese, in compenso, utilizzano i Wǔ Gǔ in qualche modo: il riso come contorno, il congee, la pasta lunga, l'iconico involtino primavera, il pane di varia origine, il tofu, i wonton e altri gnocchi; la pasta di fagioli come ripieno; il riso glutinoso come involucro per la pasta ripiena (es. negli zongzi); latte di riso e latte di soia; la salsa di soia e l'olio di semi di sesamo; oltre ovviamente agli avviatori di fermentazione da utilizzare per birra, vino di riso e liquori come il già citato baijiu.
Ancora oggi, miglio e panico persistono ad essere principalmente consumati nella Cina del Nord, sebbene si tratti ormai di un cibi considerati "poveri" cui è stato preferito il grano, parimenti più diffuso nel Settentrione rispetto alla Cina del Sud che resta saldamente ancorata al consumo (ed alla produzione) del riso.

## Galleria d'immagini
Alcune delle caratteristiche del concetto di Wǔ Gǔ sono la granularità e la diversità, come le immagini seguenti possono aiutare a mostrare:

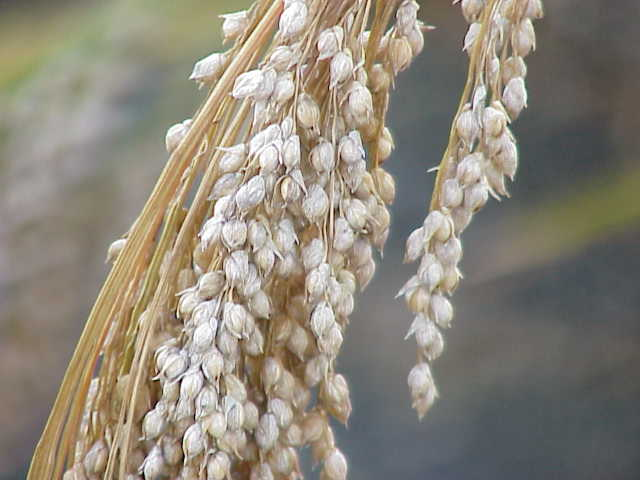
Miglio
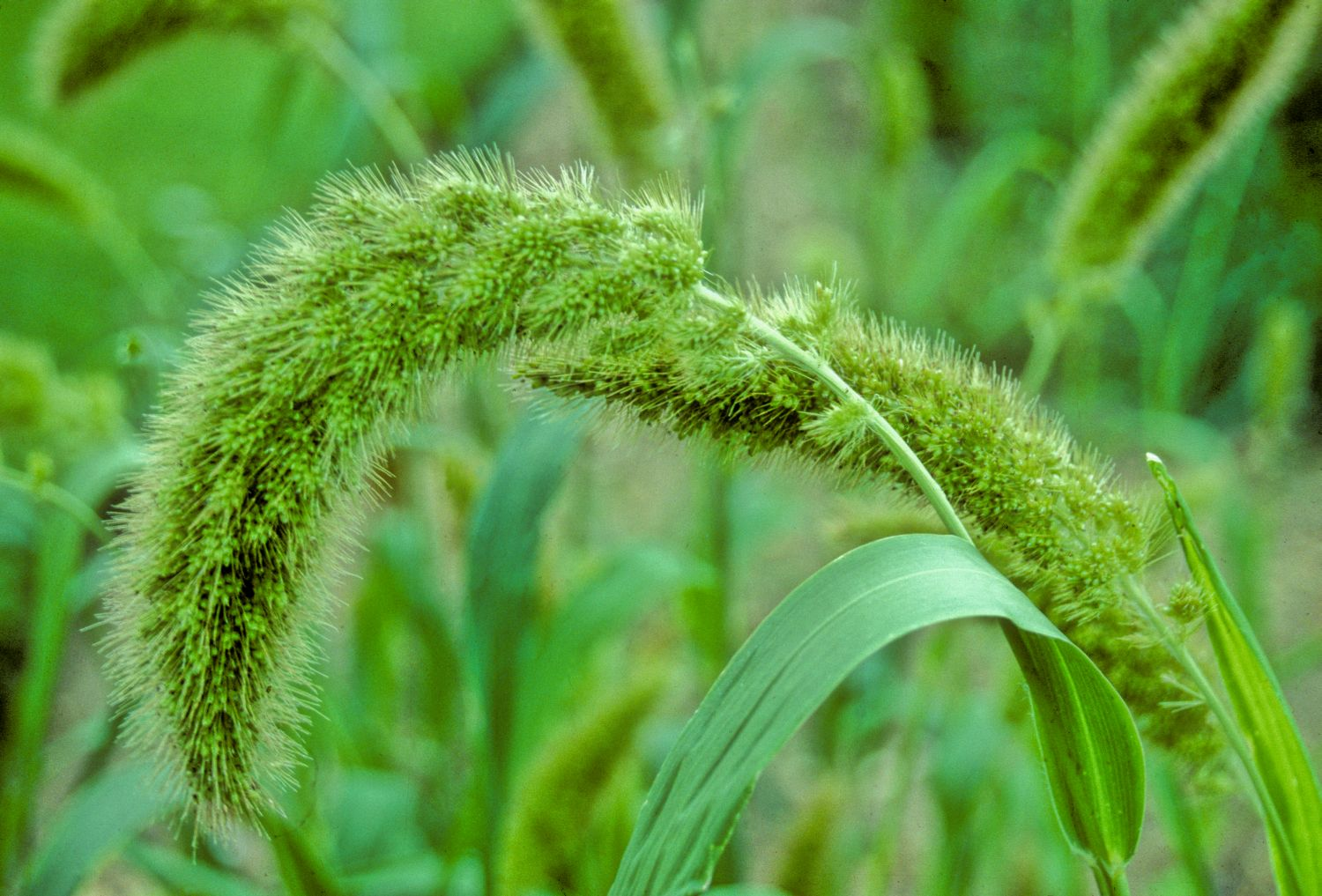
Panico o Miglio "coda di volpe"
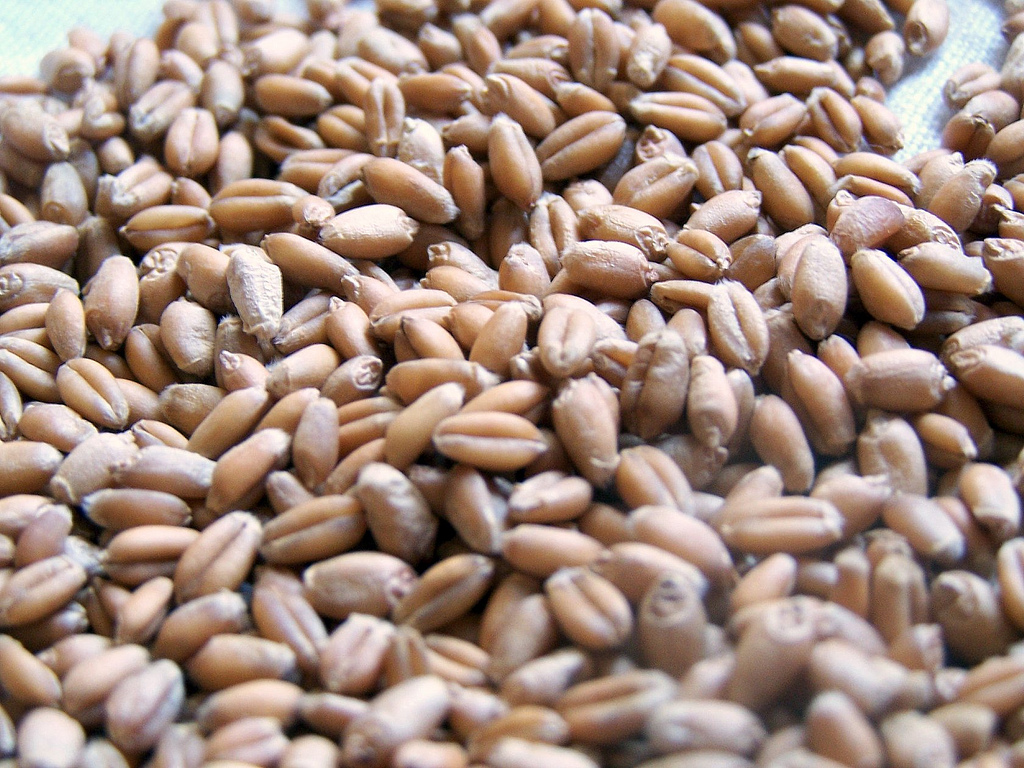
Chicchi di grano
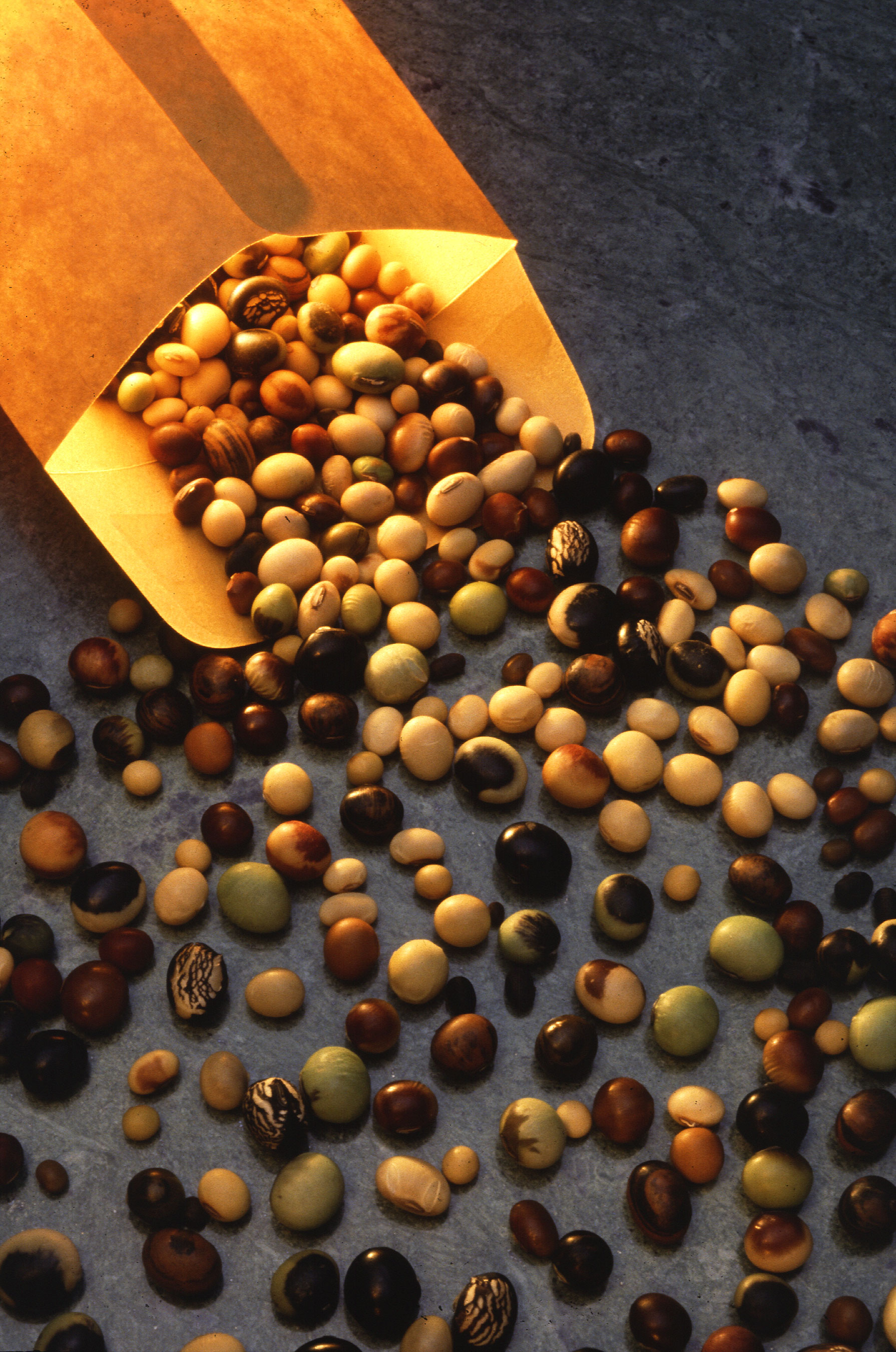
Fagioli (chicchi) di soia
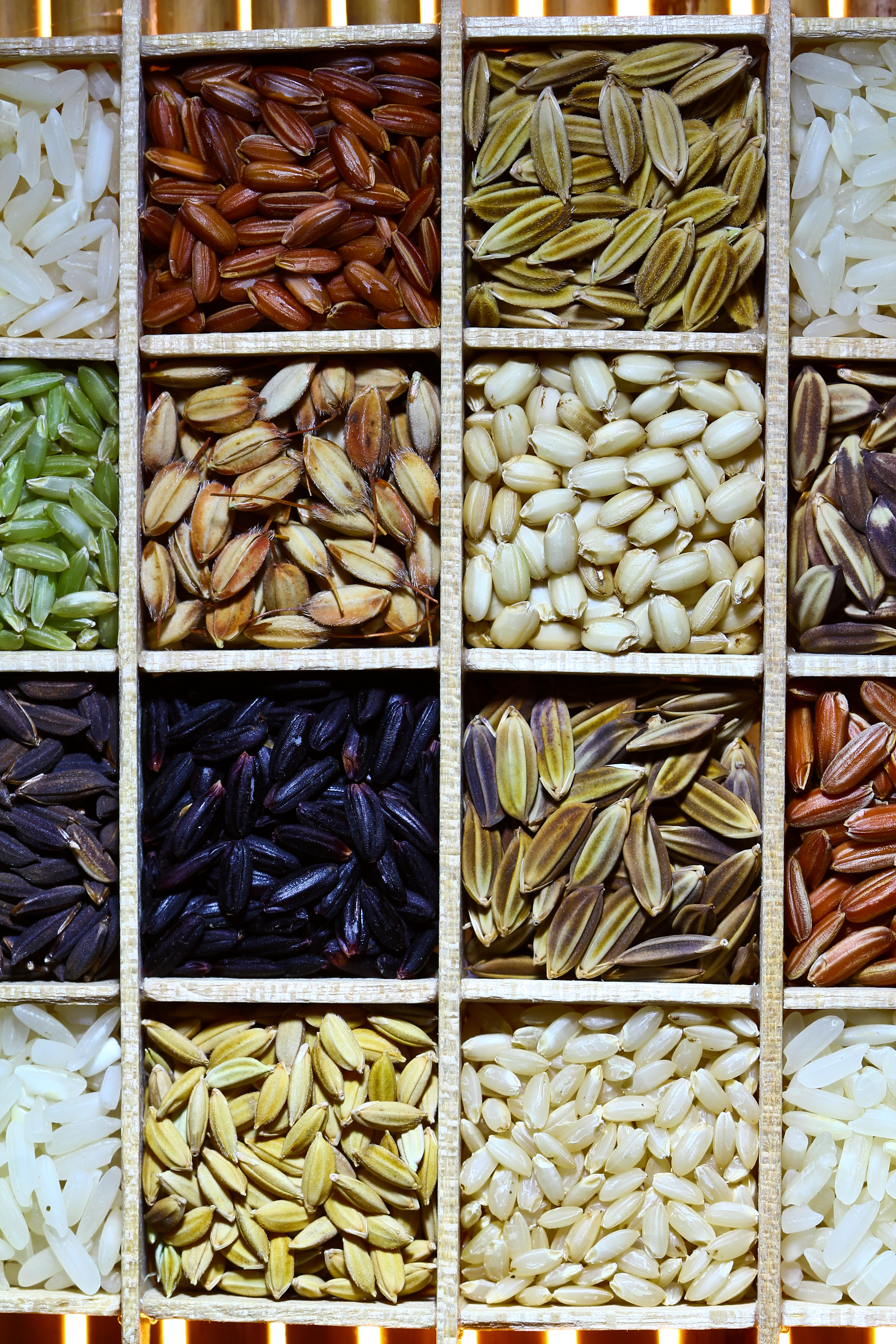
Chicchi di riso
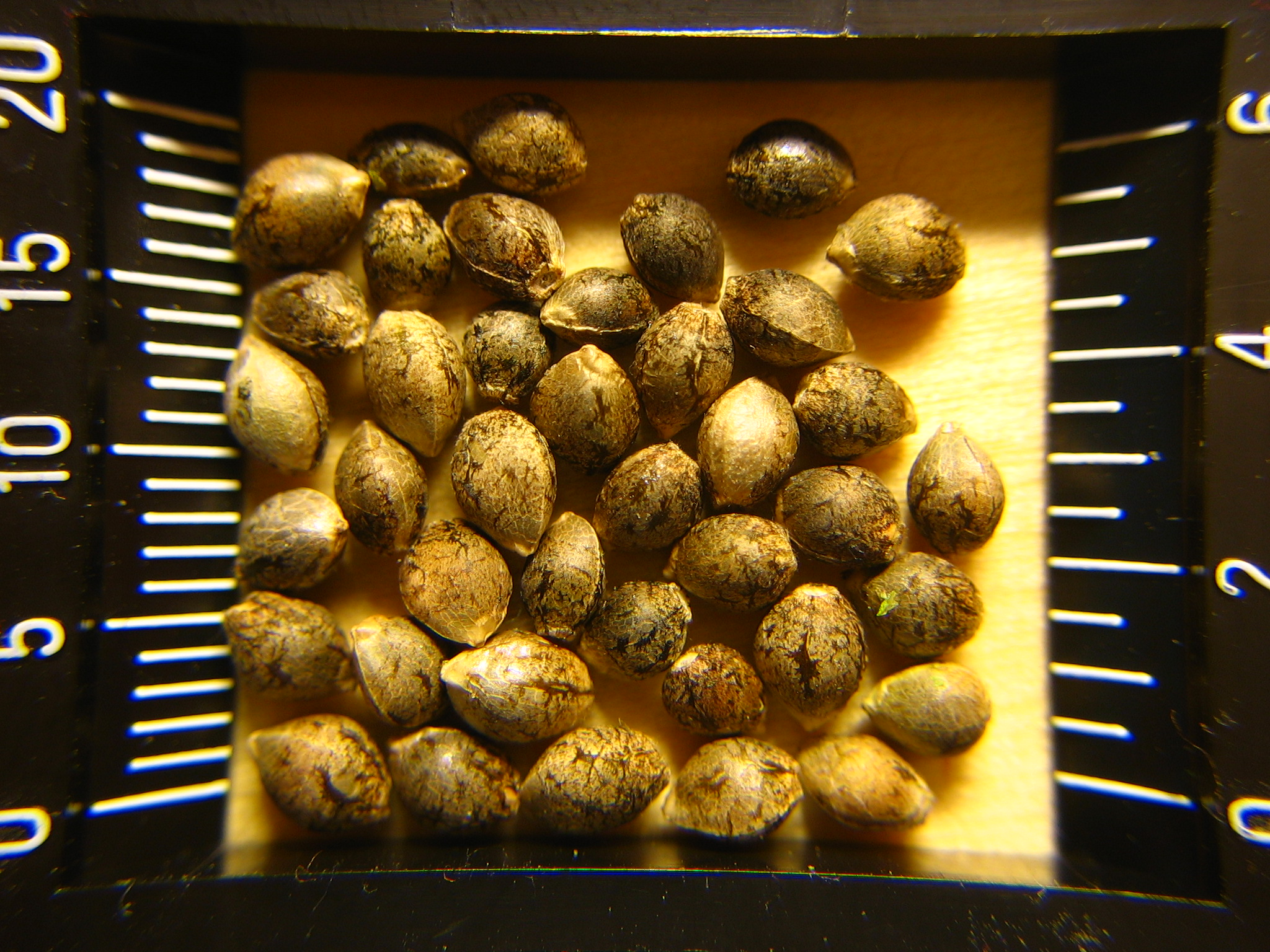
Chicchi di canapa

### Esplicative
1. ↑  L'annessione del Sichuan, crocevia economico (agricolo) e commerciale della Cina, fu appunto uno dei tasselli fondamentali nella strategia di conquista dello Stato di Qin, originario del Gansu e dello Shaanxi, per emergere quale potenza dominante tra i c.d. "Stati Combattenti" dell'Antica Cina - v.si (EN) Derk Bodde, The State and Empire of Qin, in Denis Twitchett e Michael Loewe (a cura di), The Cambridge History of China, I: the Ch'in and Han Empires, 221 BC – AD 220, Cambridge, Cambridge University Press, 1987,  pp. 20-103, ISBN 0-521-24327-0.
2. ↑  Nel 2018, la Cina è stata l'ottavo paese al mondo per tonnellate di sorgo prodotte, passando al sesto posto nel 2021 - v.si (EN) Food and Agriculture Organization of The United Nations, FAOSTAT, su fao.org. URL consultato il 7 agosto 2020.
3. ↑  La Cina è oggi il secondo produttore mondiale di mais - v.si FAO.

### Bibliografiche
1. 1 2  Yang et al. 2005, pp. 70 e 191–192.
2. 1 2  (ZH) W. Min, Face up to the “five cereals” in ancient China, in Agric. Archaeol., vol. 2, 1982,  pp. 44-49.
3. ↑  Yang et al. 2005, p. 70 e s.
4. 1 2  Shiji.
5. ↑  Trad. in Major et al. 2010, pp. 766-767.
6. ↑  Yang et al. 2005, p. 197.
7. ↑  Campany 2005, pp. 10-13.
8. 1 2  (EN) Hou Ji, su China Culture, 27 agosto 2011. URL consultato il 7 novembre 2023 (archiviato dall'url originale il 27 agosto 2011).
9. ↑  Yang et al. 2005, pp. 98-100.
10. ↑  (ZH) cap. 18, in 山海經T, 山海经S, Shānhǎi JīngP, lett. "Libro dei monti e dei mari", [dinastia Han].
11. ↑  Yang et al. 2005, p. 135.
12. ↑  Trad. in Campany 2005, pp. 7-8.
13. ↑  Chang 1977, p. 42.
14. ↑  Levi 1983, p. 13.
15. ↑  (EN) Richard von Glahn, The Country of Streams and Grottoes. Expansion, Settlement and the Civilizing of the Sichuan Frontier in Song Times, Harvard University Press, 1987,  pp. 13-14.
16. 1 2  Newman 2004, p. 11.
17. 1 2  Liu 2011, p. 9.
18. 1 2  Simoons 2014, p. 15.
19. ↑  Campany 2005, p. 21.
20. ↑  Es. v.si (EN) Qimin He, Religious Traditions in Local Communities of China, in Pastoral Psychology, vol. 61, n. 5, 2012,  pp. 823-839, DOI:10.1007/s11089-012-0438-z, ISSN 0031-2789 (WC · ACNP). (EN) Randall Nadeau, Divinity, in Randall L. Nadeau (a cura di), The Wiley-Blackwell Companion to Chinese Religions, 2010, ISBN 978-1444361971. Ecc.
21. 1 2 3  (EN) Keyang He [et al.], Prehistoric evolution of the dualistic structure mixed rice and millet farming in China, in The Holocene, vol. 27, n. 12, 7 giugno 2017,  pp. 1885-1898, Bibcode:2017Holoc..27.1885H, DOI:10.1177/0959683617708455.
22. 1 2  (EN) H. Lu [et al.], Earliest domestication of common millet (Panicum miliaceum) in East Asia extended to 10,000 years ago, in Proceedings of the National Academy of Sciences of the United States of America, vol. 106, n. 18, 2009,  pp. 7367-7372, Bibcode:2009PNAS..106.7367L, DOI:10.1073/pnas.0900158106, PMC 2678631, PMID 19383791.
23. ↑  (EN) Xiaoyan Yang [et al.], Early millet use in northern China, in Proceedings of the National Academy of Sciences, vol. 109, n. 10, 2012,  pp. 3726-3730.
24. ↑  (EN) Xinyu Liu, Dorian Q. Fuller e Martin Jones, Chapter 13: Xinglonggou, China, in Graeme Barker e Candice Goucher (a cura di), The Cambridge World History, 2: A World with Agriculture, 12,000 BCE–500 CE, Cambridge University Press, 2015,  pp. 335-352, ISBN 978-0-521-19218-7.
25. ↑  (EN) Robert L. Bettinger [et al.], The Transition to Agriculture at Dadiwan, People's Republic of China, in Current Anthropology, vol. 51, n. 5, ottobre 2010,  pp. 703-714, DOI:10.1086/655982.
26. ↑  Zhou 2006, pp. 4-5.
27. ↑  Liu 2011, p. 10.
28. ↑  Chang 1986, p. 113.
29. 1 2  (EN) Hui-Lin Li, An archeological and historical account of Cannabis in China, in Economic Botany, vol. 28, n. 4, 1974,  pp. 437-448.
30. ↑  (EN) Elizabeth Pollard, Worlds Together Worlds Apart, W.W. Norton & Company, 2015,  pp. 69-70, ISBN 978-0-393-91847-2..
31. ↑  (EN) Chunqing Zhao, The Longshan culture in central Henan province, c.2600–1900 BC, in Anne P. Underhill (a cura di), A Companion to Chinese Archaeology, John Wiley & Sons, 2013,  pp. 236-254, ISBN 978-1-4443-3529-3.
32. ↑  (ZH) Z. Zhao, Origin of agriculture and archaeobotanical works in China, in Agric. Hist. China, n. 39, 2020,  pp. 3-9.
33. ↑  (EN) J. Molina [et al.], Molecular evidence for a single evolutionary origin of domesticated rice, in Proceedings of the National Academy of Sciences, vol. 108, n. 20, 2011,  pp. 8351-8356, Bibcode:2011PNAS..108.8351M, DOI:10.1073/pnas.1104686108, PMC 3101000, PMID 21536870.
34. ↑  (EN) Kwang-chih Chang, Epilogue, Part II, in Kwang-chih Chang [et al.] (a cura di), The Formation of Chinese Civilization, Yale University Press, 2005,  pp. 289–294, ISBN 0-300-09382-9.
35. ↑  (EN) Dorian Q Fuller [et al.], The Domestication Process and Domestication Rate in Rice: Spikelet bases from the Lower Yangtze, in Science, vol. 323, 2009,  pp. 1607-1610, DOI:10.1126/science.1166605.
36. ↑  Zhou 2006, p. 7.
37. ↑  (EN) Ying Zhou, The Dawn of the Oriental Civilization: Liangzhu site and Liangzhu culture, Pechino, China Intercontinental Press, 2007, ISBN 978-7-5085-1058-3.
38. ↑  (EN) Li Wu, Holocene environmental change and its impacts on human settlement in the Shanghai Area, East China, in Catena, vol. 114, 2014,  pp. 78-89, DOI:10.1016/j.catena.2013.10.012.
39. ↑  (DE) Karin Schlott, Steinzeit-Venedig ging im Starkregen unter, in Spektrum, 25 novembre 2011. URL consultato il 29 novembre 2021.
40. ↑  (EN) Sarah Allan, Erlitou and the Formation of Chinese Civilization: Toward a New Paradigm, in The Journal of Asian Studies, vol. 66, n. 2, Cambridge University Press, maggio 2007,  pp. 461-496, DOI:10.1017/S002191180700054X.
41. ↑  (EN) Christian Dedier, Understanding Ancient Chinese Bronzes, Their Importance in Chinese Culture, Their Shapes, Functions and Motifs, 2015,  p. 37, ISBN 9782955416006.
42. ↑  Zhou 2006, p. 19 e s.
43. ↑  Zhou 2006, p. 10.
44. ↑  (EN) Olivia Milburn, The Glory of Yue: An Annotated Translation of the Yuejue shu, in Sinica Leidensia, vol. 93, Brill Publishers, 2010,  pp. 2-5.
45. ↑  (EN) Jacques Gernet, A History of Chinese Civilization, Cambridge University Press, 1996,  pp. 126-127, ISBN 978-0-521-49781-7.
46. ↑  (EN) Pingwen Huang, Sinification of the Zhuang People, Culture, And Their Language (PDF), in SEALS, XII.
47. ↑  Bobbe 1987.
48. ↑  Veith 2006, p. 76.
49. ↑  Veith 2006, p. 77.
50. ↑  Qimin Yaoshu.
51. 1 2  Liu 2011, p. 12.
52. 1 2  (ZH) Chen Huaiyu, Una classificazione buddista di animali e piante nella Cina del primo periodo Tang (PDF), 2005.
53. ↑  Tiangong Kaiwu, cap. 3-4.
54. ↑  (EN) J.A. Mann, C.T. Kimber e F.R. Miller, The origin and early cultivation of sorghums in Africa, in Bulletin - Texas Agricult. Exp. Stat., vol. 21, 1983, DOI:10.1007/s10437-018-9314-2.
55. ↑  (EN) Ping-Ti Ho, The Introduction of American Food Plants into China, in American Anthropologist New Series, vol. 57, n. 2.1, aprile 1955,  pp. 191-201.
56. ↑  (EN) Masao Uchibayashi, Maize in Pre-Columbian China, in Yakugaku Zasshi, vol. 125, n. 7, The Pharmaceutical Society of Japan, 2005,  pp. 583-586.
57. ↑  Newman 2004, p. 39.

### Fonti
- (ZH) 黃帝內經T, 黄帝内经S, Huángdì NèijīngP, lett. "Libro esoterico dell'Imperatore Giallo", V-III secolo a.C. [Stati Combattenti]. ed.  Ti Huang, Testo classico di medicina interna dell'imperatore Giallo. Huang Ti Nei Ching Su Wen, a cura di Ilza Veith, Roma, Edizioni Mediterranee, 2006, ISBN 978-88-272-1855-6.
- (ZH) Liu An, 淮南子S, HuainanziP, lett. "[Scritti dei] Maestri di Huainan", pre-139 a.C.. ed. (EN) The Huainanzi: A Guide to the Theory and Practice of Government in Early Han China, traduzione di John S. Major [et al.], Columbia University Press, 2010, ISBN 9780231142045.
- (ZH) Sima Tan e Sima Qian, 史記T, ShǐjìP, lett. "Memorie storiche/di uno storico", 94 a.C. [dinastia Han]. ed. (EN) Records of the Grand Historian of China, traduzione di Burton Watson, 2 v., Columbia University Press, 1961.
- (ZH) Fan Shengzhi, 氾勝之書T, 氾胜之书S, Fan Shengzhi shuP, lett. "Libro/Manuale di Fan Shengzhi", I secolo a.C. [dinastia Han]. [SCOMPARSO] cit. in (EN) Shêng-han Shih, On "Fan Shêng-chih Shu": An Agriculturist Book of China Written in the First Century B. C., Science Press, 1959.
- (ZH) 神農本草經T, 神农本草经S, Shénnóng Běncǎo JīngP, Shen-nung Pen-ts'ao ChingW, lett. "Materia medica di Shennong", 300 a.C.-200 d.C. [dinastia Han]. ed. (EN) Shou-zhong Yang (a cura di), The Divine Farmer's Materia Medica: A Translation of the Shen Nong Ben Cao Jing, Blue Poppy Press, 2007.
- (ZH) Yáng Fú, 	异物志T, Yiwu ZhiP, lett. "Registro delle questioni estere", I-II secolo [dinastia Han posteriore]. ed. (ZH) Yongzhang Wu, 异物志辑佚校注 [Compilazione e commento del Yiwu Zhi], Guandong Publishing Group, 2010, ISBN 9787218066226.
- (ZH) Jia Sixie, 齊民要術T, 齐民要术S, Qímín YàoshùP, lett. "Tecniche essenziali per il benessere del popolo", 533-544 [dinastia Wei settentrionale].
- (ZH) 黑暗傳T, 黑暗传S, Hēi Àn ZhuànP, lett. "Epica delle tenebre", VII-IX secolo [dinastia Tang].
- (ZH) Song Yingxing, 天工開物T, Tiangong KaiwuP, lett. "Lo sfruttamento delle opere della natura", 1637.

### Studi
- (EN) Robert Ford Campany, The Meanings of Cuisines of Transcendence in Late Classical and Early Medieval China, in T'oung Pao, vol. 91, n. 1, 2005,  pp. 1-57, DOI:10.1163/1568532054905124.
- (EN) Kwang-chih Chang, The Archaeology of Ancient China, 4. ed., Yale University Press, 1986, ISBN 978-0-300-03782-1.
- (EN) Kwang-chih Chang, Ancient China, in Kwang-chih Chang (a cura di), Food and Chinese Culture: Anthological and Historical Perspectives, Yale University Press, 1977,  pp. 25–52, ISBN 978-0300019384.
- (EN) Mabel Ping-hua Lee, The economic history of china: with special reference to agriculture, Columbia University, 1921.
- (FR) Jean Levi, L'abstinence des céréales chez les taoïstes], in Études Chinoises, I, 1983,  pp. 3-47.
- (EN) Junru Liu, Chinese Food, New York, Cambridge University Press, 2011.
- (EN) Jacqueline M. Newman, Food culture in China, Westport, Connecticut, Greenwood Publishing Group, 2004.
- (EN) Kristofer Schipper, The Taoist Body, in History of Religions, vol. 17, n. 3/4, 1978,  pp. 355-386, DOI:10.1086/462798.
- (EN) Frederick J. Simoons, Food in China: A Cultural and Historical Inquiry, CRC Press, 2014.
- (EN) Lihui Yang [et al.], Handbook of Chinese Mythology, Oxford University Press, 2005, ISBN 9780195332636.
- (EN) Youtai Yu, Agricultural history over seven thousand years in China, in Sylvan Wittwer [et al.] (a cura di), Feeding a Billion: Frontiers of Chinese Agriculture, 1987,  pp. 19-33.
- (EN) Zhou Jixu, The Rise of Agricultural Civilization in China: The Disparity between Archeological Discovery and the Documentary Record and Its Explanation (PDF), in Sino-Platonic Papers, vol. 175, University of Pennsylvania, 2006.